# Gyé-sur-Seine
Gyé-sur-Seine is een gemeente in het Franse departement Aube (regio Grand Est) en telt 513 inwoners (1999). De plaats maakt deel uit van het arrondissement Troyes.

## Geografie
De oppervlakte van Gyé-sur-Seine bedraagt 24,3 km², de bevolkingsdichtheid is 21,1 inwoners per km².

## Bekende inwoners
- Jules Guyot, geboren in Gyé-sur-Seine in 1805

De onderstaande kaart toont de ligging van Gyé-sur-Seine met de belangrijkste infrastructuur en aangrenzende gemeenten.

## Demografie
Onderstaande figuur toont het verloop van het inwonertal (bron: INSEE-tellingen).

Vanwege een beveiligingsprobleem met de MediaWiki Graph-software is het momenteel niet mogelijk deze grafiek weer te geven. Zodra de software is bijgewerkt zal de grafiek vanzelf weer zichtbaar worden.